# 세관 중개인
세관 중개인(Customs broker)은 운송주선인이나 화주 대신 통관 절차를 대행해주는 직업이다. 대한민국의 관세사나 일본의 통관사 제도처럼 관세 등에 대한 지식이 해박한 사람에게 관세사 자격을 발급하는 국가가 많이 있다.